# Galeusca
|  | Aquest article tracta sobre pacte polític. Vegeu-ne altres significats a «Galeusca (desambiguació)». |

Galeusca (Contracció dels noms de Galícia, Euskadi i Catalunya) és el nom amb què han estat designats diversos pactes entre partits i polítics nacionalistes de Catalunya, Euskadi i Galícia del 1923 fins ara. El nom va ser utilitzat per primera vegada per Josep Conangla i Fontanilles el 31 d'agost de 1924 durant una conferència pronunciada en el Centre Català de l'Havana amb el títol: "Catalunya. Passat, present i futur".

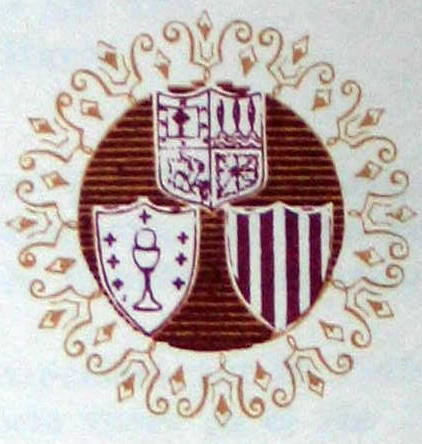
Anagrama del Galeusca.

## El Pacte Galeusca de 1923
El primer pacte Galeusca (també anomenat Triple Aliança) fou signat a la seu del CADCI l'11 de setembre del 1923 per representants de diverses associacions i partits:
- Per Catalunya, d'Estat Català (Francesc Macià), Unió Catalanista (Josep Riera i Puntí i Pere Manen i Artés i Acció Catalana (Jaume Bofill i Mates i Antoni Rovira i Virgili)
- Per Galícia, d'Irmandades da Fala (Alfredo Somoza Gutiérrez i Federico Zamora) i Irmandade Nazonalista Galega (Vicente Risco)
- Pel País Basc, Elías Gallastegi Gudari, Jose Domingo Arana, Manuel de Eguileor Orueta i Telesforo Uribe-Etxebarría, del Partit Nacionalista Basc (sector Aberri). Més tard s'hi uniren Julien Arrien i Jesús María de Leizaola de Comunión Nacionalista Vasca.

En el document es reclama plena sobirania política per a les tres nacions i proposen la creació d'un consell conjunt per a unir forces. Tanmateix, la dictadura de Primo de Rivera, les diferències ideològiques entre Estat Català i el PNB i la poca força política dels nacionalistes gallecs van deixar el projecte en via morta. Fins al 1933 no es tornà a proposar la reavivació del pacte, quan el PNB s'alià amb Francesc Cambó, Acció Catalana i Palestra. Però el 1934, en sorgir un conflicte entre el govern de la Segona República Espanyola i el País Basc, amb motiu d'unes eleccions municipals, una delegació de parlamentaris catalans presidida pel diputat d'Esquerra Republicana de Catalunya Josep Tomàs i Piera anà a Guernica, on fou ratificat el pacte. Durant la guerra civil espanyola, i un cop va obtenir l'autonomia per al País Basc, el PNB va preferir aliar-se amb Esquerra Republicana de Catalunya i durant un temps es va fer molta propaganda; quan el País Basc fou ocupat per les tropes franquistes el 1937, el govern autònom es va instal·lar a Barcelona.

## El Pacte Galeusca de 1941
Un cop a l'exili, el 9 de maig de 1941 es va promoure el segon pacte a Buenos Aires, sota el nom de Galeuzka, tot reclamant l'autodeterminació dels tres pobles i el suport dels aliats. Els signants foren:
- Per Catalunya, Manuel Serra i Moret, Josep Escolà i Marsà i Pere Mas, dels casals catalans i la Generalitat de Catalunya a l'exili.
- Per Euskadi, Ramón María Aldasoro, José María Lasarte Arana i Francisco Basterrechea Zaldívar, del PNB i del govern basc a l'exili.
- Per Galícia, Alfonso Daniel Manuel Rodríguez Castelao, Antonio Alonso Ríos i Lino Pérez, del Partit Galleguista i del Consello de Galiza.

El pacte fou ratificat a Mèxic el 22 de desembre de 1944 per representants de la Comunitat Catalana de Mèxic, PNB, ELA-STV, Partit Galleguista, Estat Català, Acció Catalana, CADCI, el Secretariat de Militats d'ERC el Partit Socialista Català i la Unió de Catalans Independents. Aquests nomenaren un secretariat tripartit format per Joan Loperena i Romà (Catalunya), José Luis Irisarri (Euskadi) i Juan López (Galícia). Entre altres objectius, es proposava combatre el règim franquista, afirmar la identitat de les tres nacions, defensar els seus drets, treballar pel restabliment de la república i oposar-se a la restauració de la monarquia.
Tanmateix, no arribà a tenir cap ressò pràctic perquè fou desqualificat tant per Josep Irla i Bosch, president de la Generalitat de Catalunya a l'exili, com per José Antonio Aguirre, lehendakari a l'exili, de manera que el març del 1945 havia fracassat en els seus objectius. Nogensmenys, el seu record ha engrescat nombrosos intel·lectuals a l'interior i a l'exili.

## Llegat del Pacte
La declaració de Barcelona del 18 de juliol de 1998 entre el PNB, Bloc Nacionalista Gallec i Convergència i Unió intentava recuperar aquest esperit en contra de la política antiautonomista del president del govern espanyol José María Aznar i va tenir com a resultat la coalició electoral GALEUSCA, que es presentà a les eleccions europees del 2004. En aquesta coalició formada pel PNB, el Bloc Nacionalista Gallec i Convergència i Unió, també s'integraren el Bloc Nacionalista Valencià i el Partit Socialista de Mallorca - Entesa Nacionalista.

## Federació Galeusca
La Federació Galeusca és una federació constituïda per l'Associació d'Escriptors en Llengua Catalana (AELC), l'Associació d'Escriptors Bascos (EIE) i l'Associació d'Escriptors en Llengua Gallega (AELG), que fou creada l'any 2008 a Poblet, a la Conca de Barberà.